# Sudaria sarasinorum
Sudaria sarasinorum is een hooiwagen uit de familie Assamiidae.